# Fryderyk (książę Brunszwiku)
Fryderyk (zm. 5 marca 1495 r.) – książę Brunszwiku od 1482 wraz z bratem Wilhelmem II Młodszym, po podziale w 1483 do 1484 r. książę Brunszwiku-Getyngi, z dynastii Welfów.

## Życiorys
Fryderyk był młodszym spośród dwóch synów księcia Brunszwiku Wilhelma I Zwycięskiego i Cecylii, córki pierwszego elektora brandenburskiego z rodu Hohenzollernów, Fryderyka I. Awanturniczego ducha, gdy w 1447 r. otrzymał wraz z bratem w zarząd dwa zamki, zaczął prowadzić łupieżcze wyprawy, czym wywołał wojnę z Hildesheimem. Spędził w tym czasie nawet kilka lat w niewoli, po wykupieniu z której nic jednak się nie zmienił.
Gdy w 1473 r. zmarł stryj Henryk Spokojny, ojciec przejął jego część księstwa brunszwickiego i przeniósł się do utraconego kilkadziesiąt lat wcześniej Wolfenbüttel. W kolejnym roku oddał swoim synom dotychczas zarządzane przez niego części księstwa, z Calenbergiem i Getyngą, pod wspólny zarząd (formalnie w imieniu ojca, faktycznie jednak na własny rachunek). Ojciec zmarł w 1482 r. i wówczas Wilhelm i Fryderyk objęli całe dziedzictwo po nim. Fryderyk naciskał na podział księstwa i starszy brat wreszcie uległ. W 1483 r. zawarli układ, zgodnie z którym Fryderykowi przypadła w udziale część ze stolicą w Calenbergu. 
Już wkrótce spór o podatki między biskupem i mieszczanami w Hildesheim podzielił braci: opowiedzieli się po różnych stronach. Wojnę domową uprzedził szybkim działaniem starszy Wilhelm, który w grudniu 1484 r. nagle zaatakował Fryderyka w Calenbergu i wziął go w niewolę. Wilhelm usprawiedliwiał uwięzienie Fryderyka jego umysłową słabością i trzymał w niewoli aż do jego śmierci w 1495 r.

## Rodzina
Fryderyk był dwukrotnie żonaty: najpierw z Anną, córką księcia Brunszwiku-Salzderhelden Eryka I, a po jej śmierci z Małgorzatą, córką hrabiego Rietbergu Konrada V. Oba małżeństwa pozostały bezdzietne.